# 石星
石星（1537年—1599年），字拱辰，号东泉，直隶大名府东明县城内石家井（今解放街仁义胡同）人，明朝政治人物，嘉靖己未進士。隆慶時任給事中，直言敢諫。萬曆朝官至兵部尚書。因朝鮮之役不利被革職，下獄瘐死。

## 生平
嘉靖三十七年（1558年）戊午順天府乡试第一百二十名举人，嘉靖三十八年（1559年）聯捷己未科會試第275名，三甲八十名进士。授行人司行人，隆慶元年（1567年）十一月，选任吏科给事中。翌年正月，他因上疏切谏：“陛下为鳌山之乐，纵长夜之饮，极声色之娱。朝讲久废，章奏抑遏。一二内臣，威福自恣，肆无忌惮。天下将不可救。”結果在金殿上被廷杖六十，罷黜为民。夫人郑氏誤信石星被杖毙，竟触柱而死。
明神宗继位，隆慶六年七月恢復原职，八月升尚宝司少卿，万历二年（1574年）八月升大理寺右寺丞，三年五月轉左寺丞，十月升本寺右少卿。万历四年三月升任南京太仆寺卿。第二年又因言事得罪首輔张居正遭罢官回乡，万历十年张居正去世才得以复出。
万历十一年（1583年）五月，起复为太仆寺卿，八月升任都察院左佥都御史、协理院事，十二年三月清理贴黄，升任左副都御史，协理院事，八月升兵部右侍郎，进左侍郎，十五年三月升工部尚书，十六年九月以神宗寿宫完工，加太子少保。万历十八年（1590年）三月改任户部尚书，十九年八月改任兵部尚书。纳浙人李茂之女为妾，結識沈惟敬。
万历二十年（1592年）日本豐臣秀吉入侵朝鲜，占平壤，明軍赴朝鮮增援，日军退守釜山，是為朝鮮之役。石星以軍餉難繼，一意主和，派沈惟敬到平壤和小西行長談判，並佯言秀吉恭顺受封。副总兵杨元弃南原而走，日军逼近汉城。不久，日軍破朝鲜闲山岛，万历帝大怒，認为石星有“谄贼误国之罪”。萬曆二十五年二月，石星被革職，九月，下獄。万历二十七年（1599年）九月，石星瘐死狱中，年六十三，其妻、子皆发配粤西。

## 家族
曾祖石文增。祖父石能。父石魁。母燕氏。具庆下。兄石昱。子石茂恩，適戍柳州。
有子石潭、石濤。後石潭移民朝鮮，創建海州石氏。

### 引文
1. ↑  《明穆宗实录》卷十四，隆庆元年十一月癸酉条
2. ↑  《明神宗实录》卷四十八，万历四年三月乙卯条
3. ↑  《明神宗实录》卷一四七，万历十二年三月乙未条
4. ↑  《两朝平攘录》曰：“即和议一事，本心无非为国。第大臣贵虚心集善，根本不欺。星乃偏听执己，希幸成功，事涉欺罔。遂亦不顾封事之败，举国知之，举国言之，星皆目为异己新进浮躁而排斥之，一惟敬言是听……故委曲掩饰以陷于罪。此皆偏执所致。迨其终也，欲身请入倭营，捋虎须，愚亦甚矣哉!”
5. ↑  张廷玉：《明史》卷一一二《七卿年表二》
6. ↑  . 한국족보출판사. （原始内容存档于2022-11-30）.

### 書目
- 《明神宗實錄》
- 談遷《國榷》「卷七十六」

| 官衔          | 官衔                        | 官衔          |
| ------------- | --------------------------- | ------------- |
| 前任： 何起鳴 | 明朝工部尚書 1587年－1590年 | 繼任： 曾同亨 |
| 前任： 宋纁   | 明朝戶部尚書 1590年－1591年 | 繼任： 楊俊民 |
| 前任： 王一鶚 | 明朝兵部尚書 1591年－1597年 | 繼任： 田樂   |